# Steffen Weigold
Steffen Weigold (* 9. April 1979 in Oberndorf am Neckar) ist ein ehemaliger deutscher Radrennfahrer.

## Karriere
Im Nachwuchsbereich war er für den RSV Alpirsbach-Rötenbach sowohl in Querfeldein-, Straßen- und auch Mountainbike-Rennen erfolgreich. Bei den Cyclocross-Weltmeisterschaften 1997 im Münchner Olympiapark gewann er die Bronzemedaille und wurde im selben Jahr auch für die Weltmeisterschaft im Mountainbike nominiert. Aufgrund der Plätze vier (1999 in Poprad) und sechs (2000 in St. Michielsgestel) bei Weltmeisterschaften und konstanten Platzierungen im Weltcup galt der zweifache Deutsche Meister U23 als Hoffnung für den deutschen Cross-Sport. In dieser Zeit gehörte er der Sportfördergruppe Bundeswehr in Todtnau-Fahl an. Als Fahrer des Telekom Nachwuchsteams gewann der Alpirsbacher im Jahr 2000 die Mannschaftswertung der U23-Bundesliga und belegte Rang fünf in der Gesamteinzelwertung.
2001 wurde Steffen Weigold Profi beim Team Gerolsteiner und nach Ergebnissen wie dem dritten Gesamtrang bei der Troféu Agostinho wurde sein Vertrag vorzeitig verlängert. Im Trikot von Gerolsteiner bestritt er mehrmals Klassiker wie Paris-Roubaix oder die Flandern-Rundfahrt und startete 2003 auch beim Giro d’Italia.
Nach drei Jahren wechselte er zu dem deutschen Team Lamonta. Mit einem vierten Platz bei der Deutschen Rad-Cross Meisterschaft 2004 kehrte er auch zu Querfeldeinrennen zurück und nahm 2005 an der Cyclocross-Weltmeisterschaft in St. Wendel teil. Im selben Jahr entschied er die Bergwertung der Regio-Tour für sich.
In der Saison 2007 stand er bei dem russisch-italienischen Professional Continental Team Tinkoff Credit Systems unter Vertrag und fuhr die Lombardei-Rundfahrt als letztes Rennen seiner Profi-Karriere.

## Erfolge
1995
- Deutsche Meisterschaft Querfeldein (Jugend)

1997
- Weltmeisterschaft Querfeldein (Junioren)
- Deutsche Meisterschaft Querfeldein (Junioren)
- Deutsche Meisterschaft Mountainbike Cross-Country (Junioren)

1998
- Deutsche Meisterschaft Querfeldein (U23)

1999
- Deutscher Meister Querfeldein (U23)

2000
- Deutscher Meister Querfeldein (U23)

2001
- Nachwuchswertung Troféu Agostinho

2005
- Bergwertung Rothaus Regio-Tour